# Setge d'Ares
El Setge d'Ares fou un dels episodis de la Guerra de Successió Espanyola, en la que els borbònics van prendre definitivament la ciutadella el 15 de juliol de 1708, acabant la presa del País Valencià.

## Antecedents
Preveient la mort de Carles II de Castella sense descendència, les principals potències europees van proposar un príncep elector de Baviera, amb el consegüent repartiment de possessions entre aquestes potències. Però aquest mor, i Carles II en el darrer testament abans de morir proposa Felip d'Anjou. Felip entra a Barcelona el 2 d'octubre i les Corts finalment es taquen el 14 de gener de 1702 amb el jurament de les constitucions catalanes pel Rei. Els aliats proposen l'Arxiduc Carles i comencen les hostilitats.
Pres Gibraltar pels britànics, a l'agost del 1705 l'arxiduc embarca a Lisboa en direcció al Mediterrani. S'atura a Altea on és proclamat Rei i la revolta valenciana dels maulets s'estén liderada per Joan Baptista Basset. Mentrestant, i esperonats constantment pel príncep Jordi de Darmstadt, escamots armats barren el pas als borbònics a la plana de Vic i en la Batalla de Montjuïc capturen la fortalesa, que seria fortificada i usada per bombardejar la ciutat de Barcelona, que envoltada de les tropes aliades de Lord Peterborough va capitular el 9 d'octubre de 1705, de manera que el 22 d'octubre entra a Barcelona l'Arxiduc Carles, que el 7 de novembre de 1705 jura les constitucions catalanes, nomenat Carles III. Lord Peterborough avança cap a València i a finals d'any, l'arxiduc ja controla la major part de Catalunya i el Regne de València.
Entretant, els borbons es reorganitzen i el seu exèrcit avança des de Lleida, Girona i pel mar en direcció a Barcelona. Felip V havia perdut els territoris de les Províncies Unides, Milà i el Regne de Nàpols. Tot i això, els filipistes rebien reforços castellans i les tropes comandades pel Duc de Berwick, i forcen a l'exèrcit austriacista a abandonar Madrid i refugiar-se al Regne de València. L'exèrcit aliat es va retirant fustigat per l'exèrcit borbònic, i finalment decideixen plantar cara i formen davant d'Almansa, on són derrotats. La victòria filipista a la batalla d'Almansa significà un gran pas en la consolidació de la dominació d'Espanya pels Borbons. Amb el principal exèrcit proHabsburg a la península, el duc d'Anjou va guanyar la iniciativa i James Fitz-James Stuart es va dirigir cap a l'Ebre mentre François Bidal d'Asfeld va rebre l'encàrrec de capturar les viles del sud del Regne de València. Les tropes borbòniques convergiren a Candasnos i avançaren cap al Principat de Catalunya, conquerint Lleida, Balaguer, Ulldecona, Morella i amb disposició fer caure la ciutadella d'Ares del Maestrat i Tortosa.

## El setge
El castell d'Ares, defensat per en Miguel Purroi va ser rodejat pels exèrcits espanyol i francès dirigits pel Marquès de Belport, amb suport d'artilleria i dels botiflers de Morella, la Jana, Cantavella, Benassal, Aiguaviva, el Mas de las Matas i Villafeliche.
Després de dues setmanes de setge intens, els defensors havien perdut el Raval i resistien a les murades. El 27 de desembre, després d'un intens bombardeig, els regiments francesos ocupaven la vila mentre els aliats es retiraven a la següent línia de defensa, la barbacana del castell, i els veïns fugien a la desbandada. Per assaltar la nova defensa, es va minar l'església amb càrregues de pólvora per tombar la paret que formava part de la murada, però en fracassar en l'intent de prendre el castell, Belport ordenava el saqueig i crema de la vila. Els defensors, encara dirigits per Purroy es trobaven aïllats i D'Asfeld es va retirar al setge de Tortosa, i quan el 15 de juliol el seu comandant austracista es va rendir, entre les condicions se li imposava el lliurament de la ciutadella d'Ares.

## Conseqüències
Amb la presa d'Ares, es completava la conquesta del País Valencià, i el castell fou arrasat després del seu abandó el juliol del 1708.